# Parasoidea albicollaris
Parasoidea albicollaris är en fjärilsart som beskrevs av Erich Martin Hering 1931. Parasoidea albicollaris ingår i släktet Parasoidea och familjen snigelspinnare. Inga underarter finns listade i Catalogue of Life.